# فرانک بیلی (بازیکن فوتبال، زاده ۱۸۰۰)
فرانک بیلی (انگلیسی: Frank Bailey؛ زادهٔ تاریخ ورودی نامعتبر است) بازیکن فوتبال است.
از باشگاه‌هایی که در آن بازی کرده‌است می‌توان به باشگاه فوتبال دونکستر راورز و باشگاه فوتبال وورکساپ تاون اشاره کرد.